# Biville-la-Rivière
Biville-la-Rivière é uma comuna francesa na região administrativa da Normandia, no departamento de Sena Marítimo. Estende-se por uma área de 2,23 km². Em 2010 a comuna tinha 107 habitantes (densidade: 48 hab./km²).